# Nestor Monastyrev
Nestor Alexandrovitch Monastyrev (en russe : Не́стор Алекса́ндрович Монастырёв), né le 28 novembre 1887 à Moscou et décédé le 13 février 1957 à Tabarka, est un capitaine en second de la marine russe, un écrivain et historien de la flotte russe.

## Biographie
Issu du Corps des cadets de la Marine il est, en 1908, junker de la flotte. Diplômé en 1909 de l’université de Moscou. En 1914 il suit des cours pour devenir officier à bord de sous-marins. Il sert sur le mouilleur de mines Grand-Prince André et sur le torpilleur Jarki. En 1915 il est nommé officier mineur sur le sous-marin Crabe.
Le 3 décembre 1916 il est promu lieutenant et reçoit une épée de Saint-Georges. Il sert comme officier supérieur à bord du sous-marin « Cachalot » puis, en mars 1917, à bord du sous-marin Bourevestnik.
En septembre 1917, il commande le sous-marin Skat. Il est dans Forces Armées du Sud de la Russie et l’armée russe jusqu’à l’évacuation de la Crimée. En avril 1919, il sert comme officier mineur à bord du Tioulen, fin mai 1919 il commande le sous-marin Outka.
Octobre 1920 — capitaine en second. Il fait partie au 25 mars 1921 de l’escadre russe à Bizerte (Tunisie), en tant que commandant du sous-marin AG-22 et, de 1921 à juillet 1922, du sous-marin Outka.
Octobre 1922 — décembre 1922 — commande la division des sous-marins.
Fondateur dans les années 1921—1923 de la « collection de marine de Bizerte » (Бизертинский морской сборник). Ce journal était dactylographié à bord du sous-marin Outka puis édité par l’école des cadets de marine situé dans le fort du Djebel-Kébir. Écrivain de marine, il est membre de la commission historique de l’association des anciens officiers de marine russes en Amérique.

## Décoration
Épée de Saint-Georges pour bravoure.

## Œuvres
- Notes d’un officier de marine. Bizerte, 1928.
- Dans la Mer Noire 1912—1920. Paris, 1928.
- Vom Untergang der Zarenflotte. Berlin, 1930.
- Histoire de la Marine russe. Paris, 1932.
- Sur trois mers. Tunis, 1932.
- Le navire sous-marin. Paris, 1935.
- Groumant, Spitzberg inconnu. Paris, 1937.
- Articles dans la « collection de marine ».